# Bielkowskij (miejscowość)
Bielkowskij (ros. Бельковский) – osiedle w Rosji, w obwodzie tulskim, w rejonie wieniowskim. W 2010 liczyło 421 mieszkańców.